# La Gloria (Veracruz)
La Gloria is een plaats in de Mexicaanse staat Veracruz. La Gloria heeft 2243 inwoners (census 2005) en is gelegen in de gemeente Perote.
De plaats ligt op de Mexicaanse Hoogvlakte aan de voet van de Cofre de Perote op 2460 meter boven zeeniveau op 40 kilometer van de stad Perote. De belangrijkste lokale bron van inkomsten is de veeteelt. Ongeveer de helft van de bevolking werkt in Mexico-Stad, 200 kilometer ten westen van La Gloria, en reist op en neer.
La Gloria wordt door verschillende bronnen aangewezen als de plaats van herkomst c.q. ontstaan van het gemuteerde varkensgriepvirus, dat op 21 april 2009 door de Amerikaanse Centers for Disease Control and Prevention (CDC) in Californië werd ontdekt. Gemeld werd dat de eerste mens die ermee besmet werd een vierjarige jongen uit de omgeving van Perote was. Het jongetje overleefde de besmetting, maar twee baby's uit hetzelfde dorp overleden.
In februari 2009 was al alarm geslagen, maar dat werd in eerste instantie door de autoriteiten genegeerd. La Gloria had sinds december 2008 te kampen met een golf van "ademhalingsmoeilijkheden", en in maart 2009 had meer dan de helft (1.600) van de 3.000 inwoners van het dorp daar last van. De Mexicaanse autoriteiten namen in eerste instantie aan dat het om een "normale" griep ging.